# Kawerna w Pychowicach Druga
Kawerna w Pychowicach Druga, Kawerna II – kawerna na wzgórzu Góra Pychowicka w Dzielnicy VIII Dębniki w Krakowie. Znajduje się na zachodnim zboczu Pychowickiej Górki, na wysokości około 35 m nad ul. Tyniecką.

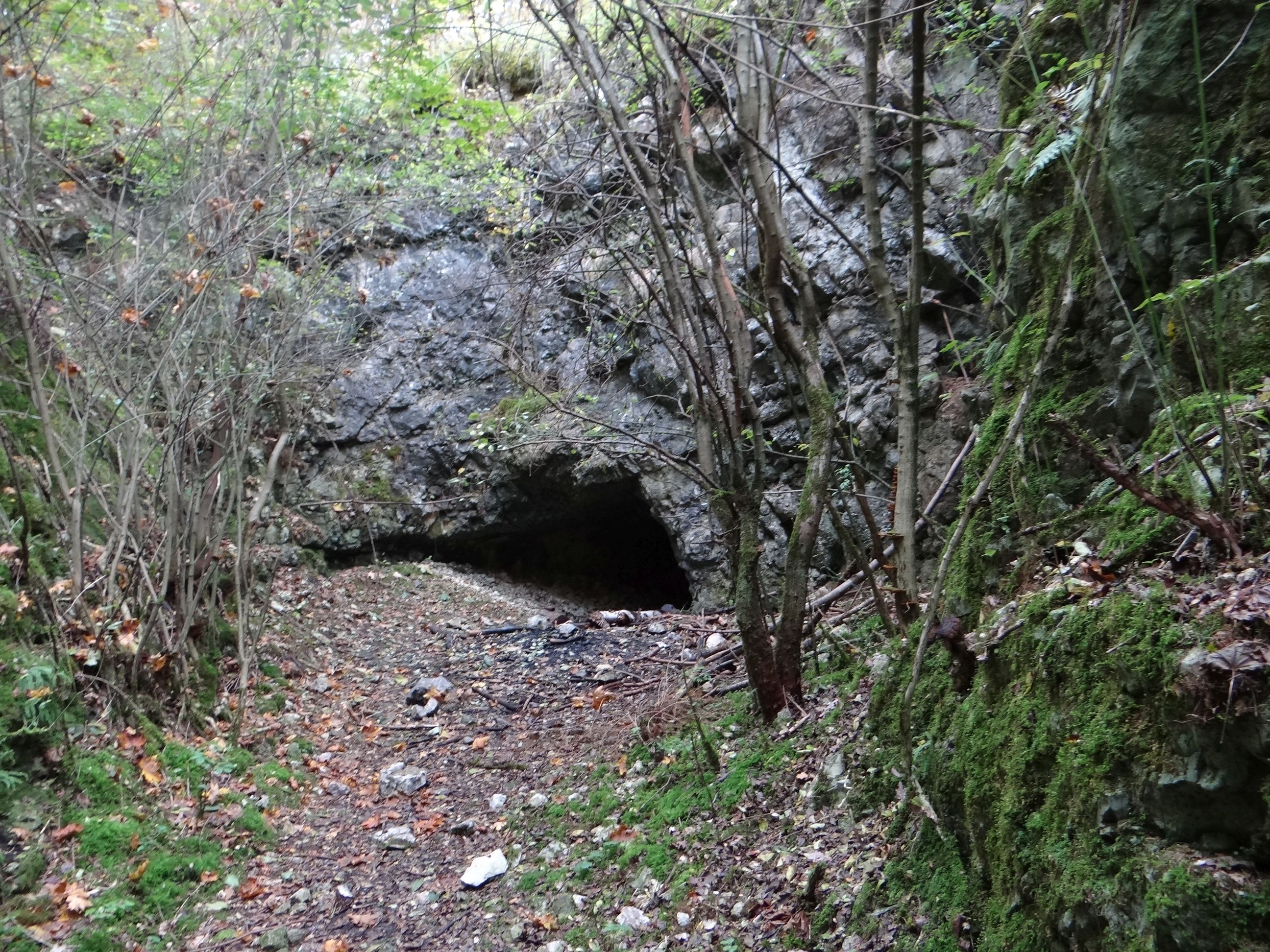
Otwór

Kawerna znajduje się w wykutym w skałach kanionie. Zachowały się dwa otwory strzałowe na ścianie kanionu w pobliżu wejścia do kawerny; jeden o średnicy 6 cm i długości 80 cm, drugi mniejszy. Kawerna ma półokrągły otwór, za którym znajduje się krótki korytarz i komora o wymiarach 17 × 4 × 3 m.
Wykuto ją w wapieniach z okresu jury późnej. Latem ze stropu komory kapie woda, zimą w pobliżu otworu zamarza, tworząc na ścianach lodowe nacieki.

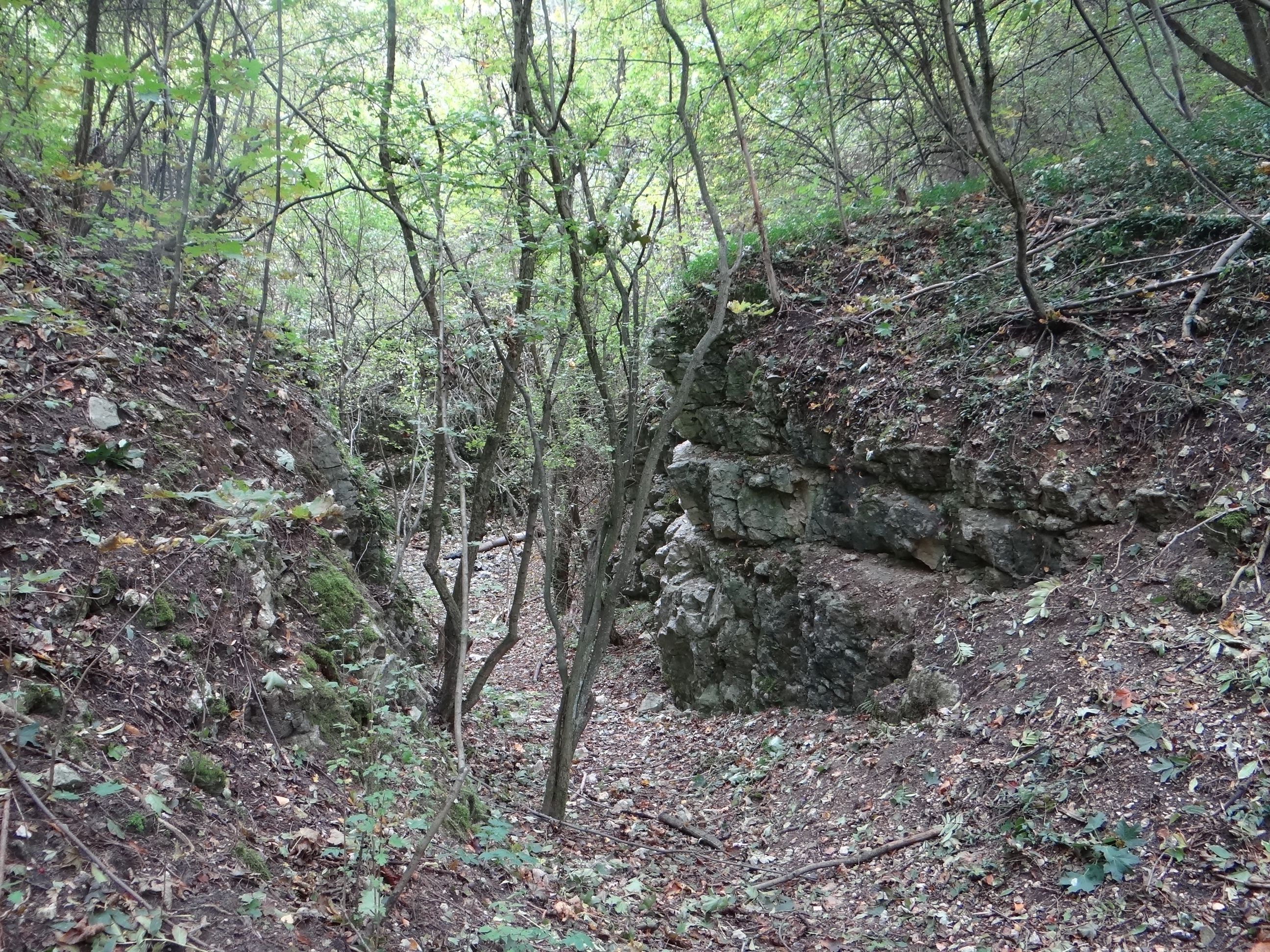
Kanion z kawernami II i III

Na drugim końcu skalnego kanionu znajduje się Kawerna w Pychowicach Trzecia, a na północnym obrzeżu Góry Pychowickiej Kawerna w Pychowicach Pierwsza.

## Historia
Wszystkie trzy kawerny na Górze Pychowickiej zostały wykute przez Austriaków w 1914 r. Należały do Fortu nr 53 „Bodzów”. Miały pełnić rolę magazynu amunicji lub żywności, mogły służyć jako schron dla żołnierzy lub jako punkt, z którego mogli zorganizować wypad, gdyby nieprzyjacielowi udało się wtargnąć do fortu lub na jego zaplecze. Druga i Trzecia kawerna w Pychowicach miały być największe – miały jednorazowo pomieścić do 4 tysięcy żołnierzy. Po zwycięskiej dla armii austro-węgierskiej bitwie pod Limanową i przesunięciu się frontu dalej na wschód zrezygnowano z dalszych prac nad kawernami. 